# Sternkreuzorden

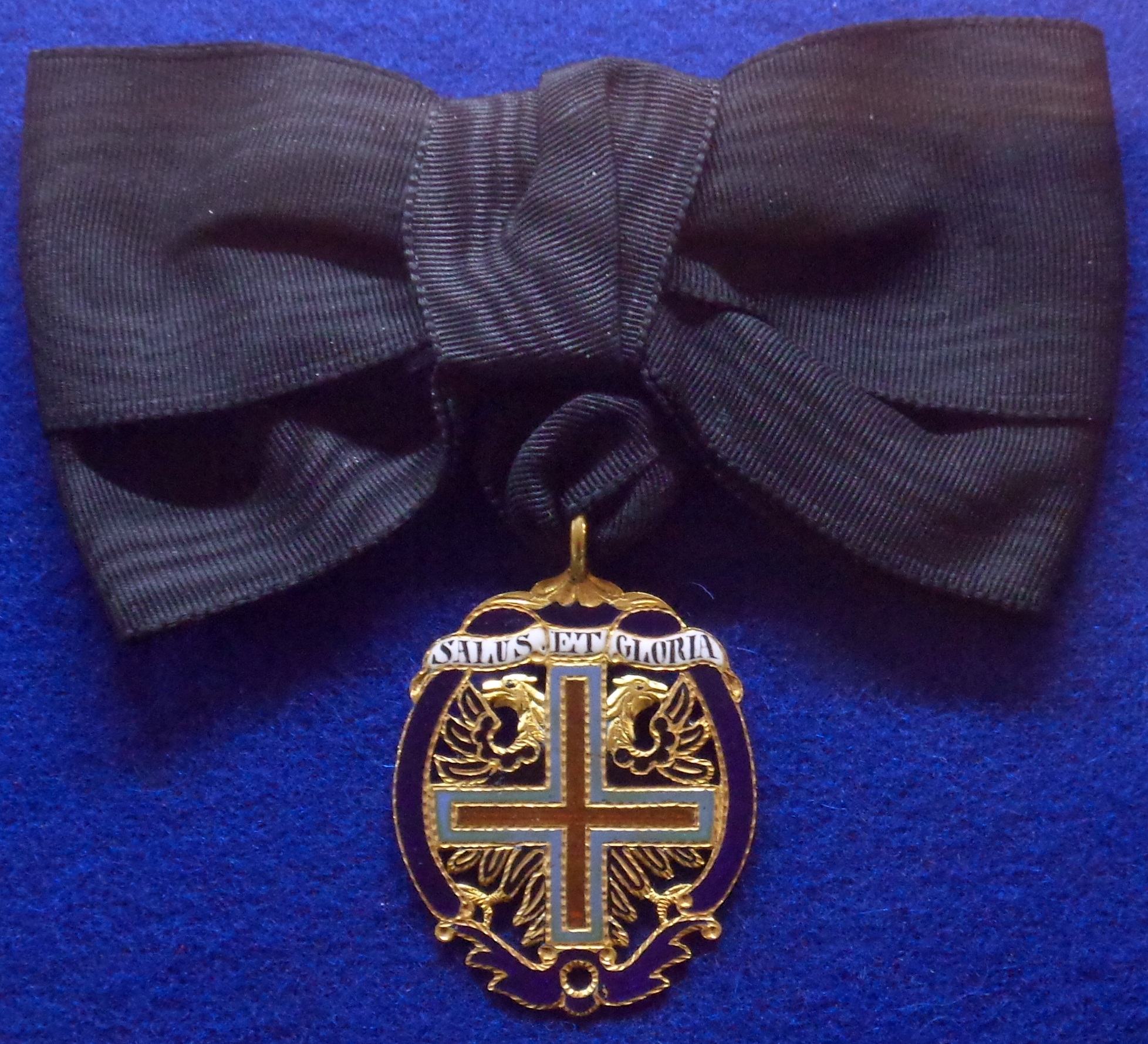
Sternkreuzorden

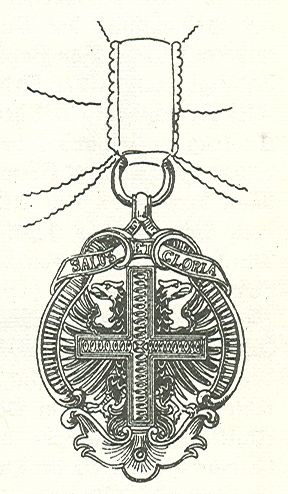
Das Ordenszeichen

Der Sternkreuzorden (lateinisch Ordo Stellatae Crucis) ist ein 1668 als Hochadeliger Frauenzimmer-Sternkreuzorden gegründeter österreichischer Damenorden, der bis heute besteht.

## Geschichte
Der Sternkreuzorden wurde am 3. Mai 1668 durch Kaiserin Eleonore, die dritte Ehefrau Kaiser Ferdinands III., errichtet. Am 28. Juli 1668 gab Papst Clemens IX. seine Genehmigung zur Gründung. Der Sternkreuzorden wurde schließlich am 18. September 1668 durch die Kaiserinwitwe Eleonore offiziell zur Erinnerung an ein verlorenes und wiedergefundenes Reliquienkreuz für katholische hochadlige Damen zur Förderung der Andacht zum heiligen Kreuz, des tugendhaften Lebens und wohltätiger Handlungen in Wien gestiftet. Dazu wurde von der Kaiserinwitwe mit der Sternkreuzordensmonstranz eine besondere Reliquienmonstranz gestiftet.
Von Kaiserin Eleonore Magdalene wurde der Orden neu konstituiert und zum höchsten adeligen Damenorden erhoben. Anfangs verfolgte die Gebetsgemeinschaft auch karitative Initiativen. Fresken der Kapelle des Petrus Canisius in der Hofburg-Kirche, die von Eleonore II. 1657 gestiftet wurde und dem Orden in besonderer Weise gewidmet war, sind Wandbilder von Carpoforo Tencalla, die die Kaiserin Helena mit dem Kreuz Christi in der Hand zeigen und Werke der Barmherzigkeit schildern: die Speisung von Hungernden und die Befreiung der Gefangenen. Später wurden die religiösen durch adelige Motive zurückgedrängt.
Die Aufnahme allein in den Sternkreuzorden für adelige Damen entsprach dem Ehrentitel eines Kämmerers für Männer.

## Organisation
Die Anzahl der als Sternkreuzdamen bezeichneten Damen ist nicht beschränkt, alter Adel aber unbedingt erforderlich. Die Ahnenprobe musste bis 1918 acht adlige Urgroßeltern des Vaters und acht adlige Urgroßeltern der Mutter samt ggf. 16 adlige Vorfahren des Ehegatten nachweisen. Die Ernennungen gehen von der Großmeisterin des Ordens, „der höchsten Ordensschutzfrau“, immer einer österreichischen Erzherzogin, aus. Nach wie vor ist die Verehrung des Heiligen Kreuzes sowie die geistige und tätige Ausübung der Barmherzigkeit das oberste Ziel des Damenordens.
Derzeitige Großmeisterin ist nach dem Tod Regina von Habsburgs deren Tochter Gabriela von Habsburg.

### Höchste Schutzfrauen
- 1668–1686: Eleonora Magdalena von Mantua-Nevers-Gonzaga
- 1686–1720: Eleonore Magdalene von Pfalz-Neuburg
- 1720–1742: Wilhelmine Amalie von Braunschweig-Lüneburg
- 1742–1750: Elisabeth Christine von Braunschweig-Wolfenbüttel
- 1750–1780: Maria Theresia von Österreich
- 1780–1792: Maria Ludovica von Spanien
- 1792–1807: Maria Theresia von Sizilien
- 1807–1816: Maria Ludovika Beatrix von Österreich-Este
- 1816–1873: Karoline Auguste von Bayern
- 1873–1898: Elisabeth von Österreich-Ungarn
- 1898–1918: Maria Josepha von Sachsen
- 1918–1951: Zita Habsburg-Lothringen
- 1951–2010: Regina von Habsburg
- seit 2010: Gabriela von Habsburg

## Dekoration

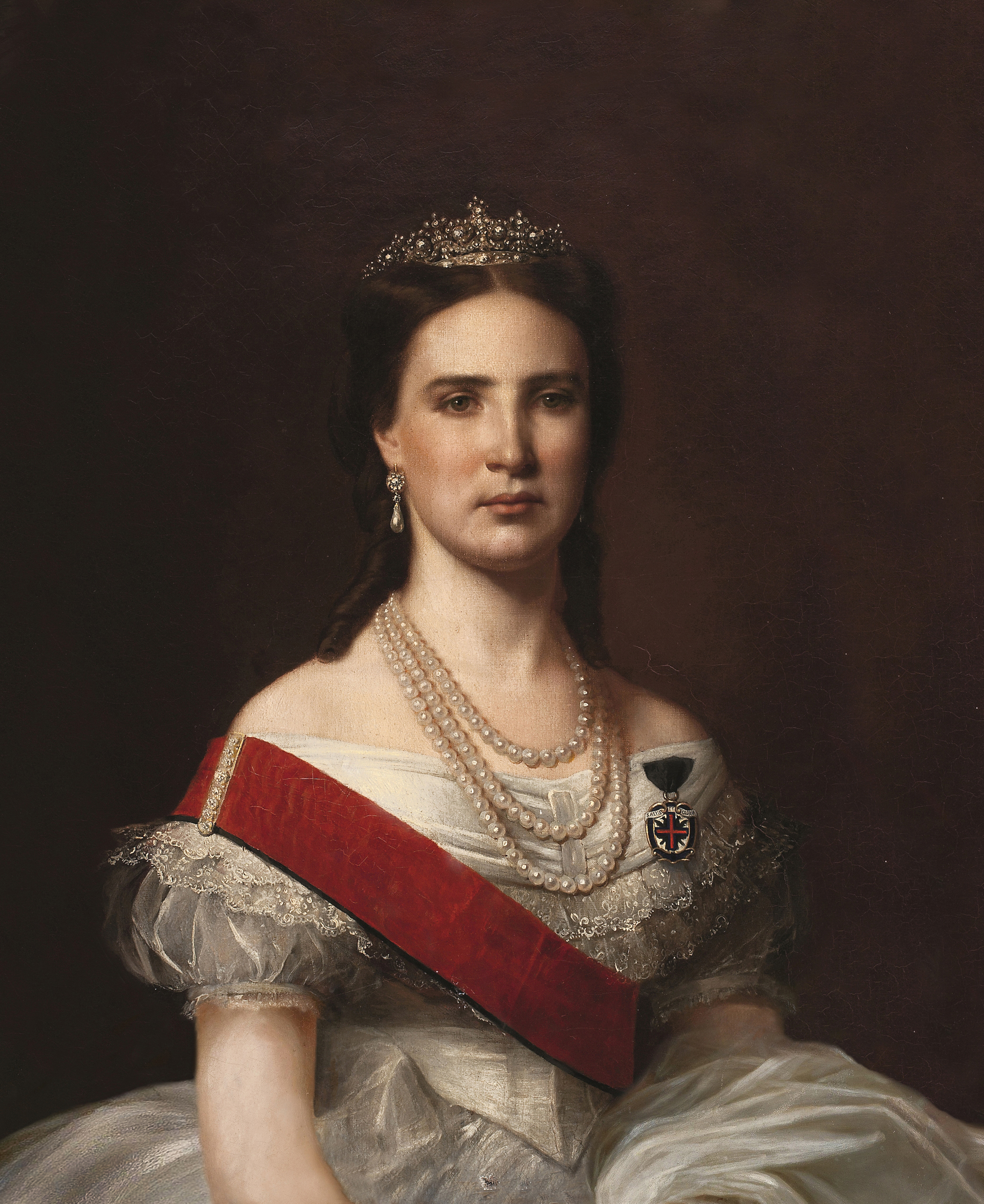
Kaiserin Carlota von Mexiko (1840–1927) mit dem Sternkreuzorden auf der linken Brustseite, sowie dem Großkreuz des San-Carlos-Ordens.

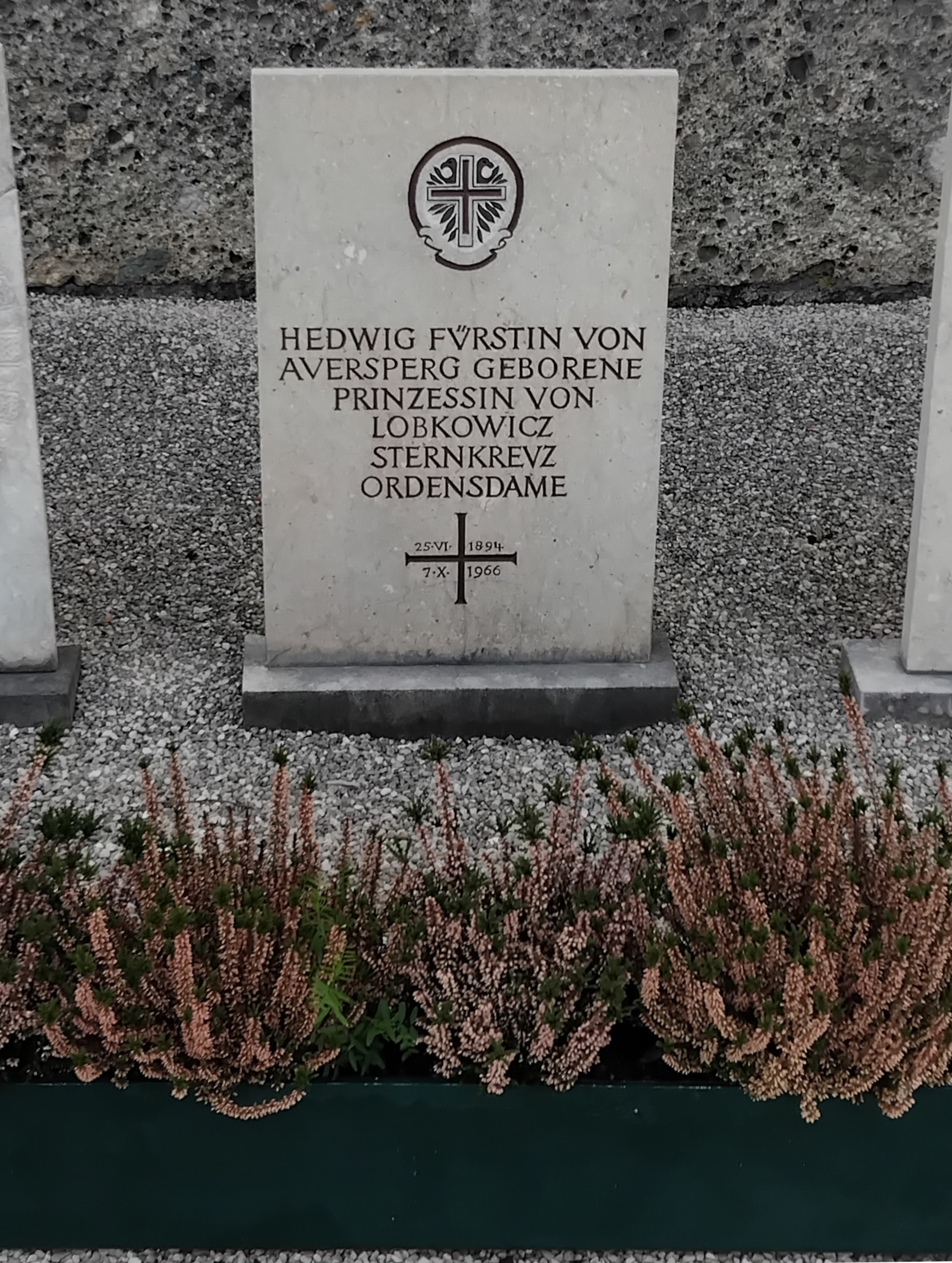
Grabstein einer Sternkreuzordensdame

Die Dekoration, die viermal geändert wurde, besteht jetzt aus einem kaiserlichen Adler, auf dem ein achteckiges rotes Kreuz auf einem blauen liegt. Am oberen Rand der medaillonartigen Fassung zieht sich ein weiß emailliertes Band mit der Devise: „Salus et Gloria“ (Heil und Ehre) hin. Der Orden wird am schwarzen Band getragen. Ordensfesttage sind der 3. Mai (Gründung) und das Fest Kreuzerhöhung am 14. September.

## Bekannte Träger
- siehe: Trägerinnen des Sternkreuzordens